# Orthopnoë
Orthopnoë, orthopnoe (z greki: ortho – prosto i pnoia – oddech) – objaw chorobowy polegający na nasilaniu się duszności w pozycji leżącej, zwłaszcza na wznak, a zmniejszaniu się jej przy przyjęciu pozycji siedzącej lub stojącej. Chory z powodu nasilonej duszności przyjmuje pozycję stojącą i opiera się rękami o jakiś przedmiot (np. parapet, mebel), co ułatwia mu oddychanie. Orthopnoë przebiega ze zwiększeniem częstości oddechów. 
Orthopnoe występuje najczęściej w zastoinowej niewydolności serca, może także być spowodowane astmą oskrzelową, przewlekłą obturacyjną chorobą płuc, niedowładem przepony, osłabieniem mięśni oddechowych, dużym wolem nietoksycznym, dużą otyłością.
Występuje często w postaci napadów duszności nocnej, którą określa się mianem dychawicy sercowej.